# Гай Кальвизий Сабин (консул 39 года до н. э.)
Гай Кальви́зий Саби́н (лат. Gaius Calvisius Sabinus; умер после 28 года до н. э.) — римский военачальник и политический деятель из плебейского рода Кальвизиев, консул 39 года до н. э. Участвовал в гражданских войнах на стороне Гая Юлия Цезаря и Октавиана.

## Биография
Гай Кальвизий не принадлежал к сенаторскому сословию. Его отец носил тот же преномен, и больше о происхождении Гая ничего не известно. Кальвизий впервые упоминается в источниках в связи с войной между Гаем Юлием Цезарем и Гнеем Помпеем Великим: в 48 году до н. э., находясь в Эпире, Цезарь отправил Сабина в Этолию с пятью когортами и небольшим отрядом конницы для того, чтобы установить контроль над регионом и наладить поставки провианта для основной армии. Известно, что тот смог выбить помпеянские гарнизоны из Навпакта и Калидона. Аппиан утверждает, что Гай Кальвизий действовал во время этой кампании против Квинта Цецилия Метелла Сципиона, шедшего на помощь Помпею из Сирии, и был им разбит, но, согласно запискам Цезаря, со Сципионом воевал Гней Домиций Кальвин. По-видимому, Аппиан просто запутался в римских именах.
Позже (предположительно в 46 году до н. э.) Гай Кальвизий занимал должность претора. В 45 году до н. э. он был наместником Африки, а весной следующего года снова был в Риме. Согласно Николаю Дамасскому, 15 марта 44 года до н. э., когда в сенате заговорщики набросились на Цезаря с кинжалами, только Сабин и Луций Марций Цензорин попытались защитить диктатора; позже в награду за это они получили совместный консулат. 
Африкой в это время управляли двое легатов Гая Кальвизия. Сенат вскоре передал наместничество своему ставленнику Квинту Корнифицию; Марк Антоний пытался добиться возвращения этого поста Сабину, но безуспешно. Марк Туллий Цицерон в одном из своих писем упоминает послание Квинта Корнифиция к сенату, встреченное с большим одобрением всеми сенаторами, кроме Гая Кальвизия и Тита Статилия Тавра, насмешливо названных «Минотавром».
В последующие годы Кальвизий был одним из видных сторонников второго триумвирата. В 39 году до н. э. он был консулом вместе с Цензорином, но не весь год: позже были назначены консулы-суффекты, Гай Кокцей Бальб и Публий Альфен Вар. В 38 году до н. э. Октавиан поставил Сабина во главе одной из эскадр, действовавших против Секста Помпея Магна. В ожесточённом морском сражении с подчинённым Помпея Менекратом при Кимах Кальвизий понёс большие потери. Позже он двинулся на соединение с основными силами, и появление его кораблей на финальной стадии битвы при Мессане помешало Помпею окончательно разгромить флот Октавиана. В следующем году один из подчинённых Гая Кальвизия Менодор перебежал к Помпею с семью кораблями; за это Октавиан лишил Кальвизия командования, назначив на его место Марка Випсания Агриппу.
После поражения Помпея Гаю Кальвизию было поручено навести порядок в Италии. Он успешно справился с этой задачей (36—35 годы до н. э.). Накануне последней гражданской войны Сабин активно участвовал в распространении порочащих Марка Антония слухов, бо́льшая часть которых, по мнению современников, была им выдумана.
Вероятно, с 31 года до н. э. Кальвизий был проконсулом Испании. По возвращении оттуда в 28 году до н. э. он был удостоен триумфа. Консулом и императором именуется Сабин в надписях на милевых столбах Латинской дороги, ремонтом которой он, по-видимому, занимался в последующие годы. Дальнейшая судьба Гая Кальвизия неизвестна.

## Потомки
Сыном Гая Кальвизия был консул 4 года до н. э. того же имени. Кроме того, в одной греческой надписи из Аттики фигурирует некая Кальвизия Флакцилла, дочь Кальвизия Сабина. Эта надпись, по одной из версий, может быть датирована 38/37 годом до н. э., и в этом случае упомянутая в ней римлянка может быть дочерью консула 39 года до н. э.